# شلالات كارفيجويلا
شلالات كارفيجويلا هي سلسلة من الشلالات على طول نهر كوموي في جنوب غرب بوركينا فاسو.  تقع على بعد حوالي 12 كم شمال غرب بانفورا وتشكل أحد أهم المواقع السياحية في بوركينا فاسو.   تحصل منطقة Cascades على اسمها من الشلالات. يبلغ تدفق الشلالات ذروته خلال موسم الأمطار من يونيو إلى سبتمبر. 